# Polonia Bydgoszcz (piłka nożna)
Polonia Bydgoszcz, pełna nazwa: Klub Piłkarski Polonia Bydgoszcz – polski klub piłkarski z siedzibą w Bydgoszczy. Jest spadkobiercą tradycji i kontynuatorem działalności sportowej wielosekcyjnego BKS Polonia Bydgoszcz założonego w 1920 roku. W czasach powojennych piłkarze Polonii Bydgoszcz grali w Ekstraklasie, a ich największym sukcesem jest 5. lokata w 1960 i mistrzostwo Polski juniorów U-19 w 1980 roku. Polonia Bydgoszcz zajmuje 53. miejsce w tabeli wszech czasów ekstraklasy. Po upadku klubu w 2003 roku jego miejsce zajęła drużyna KP Polonia Bydgoszcz. Od sezonu 2023/2024 zespół Polonii występuje w rozgrywkach IV ligi kujawsko-pomorskiej.

## Stadion
Stadion Polonii przy ulicy Sportowej 2 ma pojemność 13 500 miejsc i jest własnością miasta Bydgoszcz, zarządzaną przez Bydgoskie Centrum Sportu.

## Sukcesy
- Mistrzostwo Polski Juniorów
  -  1. miejsce: 1980
- Królowie strzelców Polskiej Ligi

| Sezon                               | Imię i nazwisko  | Liczba bramek |
| ----------------------------------- | ---------------- | ------------- |
| Ekstraklasa                         |                  |               |
| I liga polska w piłce nożnej (1960) | Marian Norkowski | 17            |

## Historia

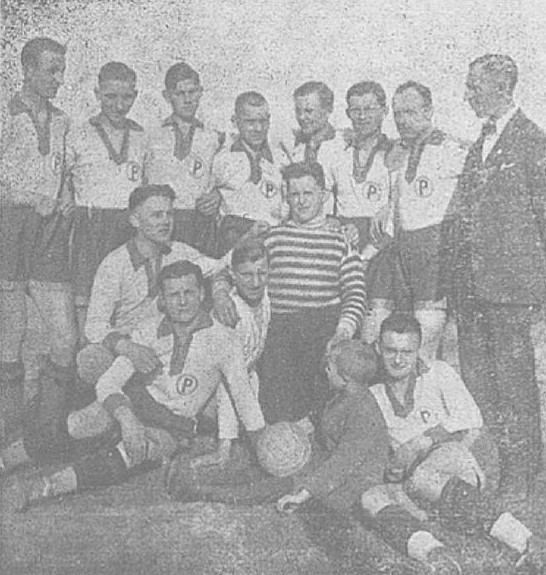
Drużyna Polonii Bydgoszcz (1928)

Bydgoski Klub Sportowy Polonia został założony 14 maja 1920 roku przez Edmunda Szyca, doświadczonego działacza znanego w kręgach piłkarskich. Piłkarze zadebiutowali w rozgrywkach Poznańskiego Okręgowego Związku Piłki Nożnej, w 1923 przenieśli się do nowo utworzonego związku toruńskiego, przekształconego w 1928 r. na Pomorski OZPN z siedzibą w Bydgoszczy.
„Biało-Czerwoni” piłkarze w latach 1928–1929 dwukrotnie zdobyli mistrzostwo Pomorza. Wówczas pierwszy zespół prowadził Bernard Golz. W 1933 r. do Polonii trafił gracz Warty Poznań, reprezentant Polski Władysław Przybysz, który zostaje pierwszym trenerem drużyny. W latach 1932, 1933 i 1935 BKS wygrywał mistrzostwa Pomorza i brał udział w barażach o ekstraklasę, bezskutecznie.
W pełni wartościowym klubem, jak mówiono o BKS-ie „Reprezentacyjnym Klubem Bydgoszczy”, Polonia stała się za czasów prezesostwa znanego w grodzie nad Brdą bankowca Stanisława Wody, zamordowanego przez nazistów w czasie okupacji. Logiem klubu była litera P w czerwonym okręgu na białym tle. Oficjalne mecze w latach 30. XX wieku i latach 40. XX wieku „Biało-Czerwoni” rozgrywali na Stadionie Miejskim, zbudowanym w 1928 roku przy aktywnym współudziale sportowców Polonii (dziś Stadion Miejski jest siedzibą współczesnego BKS-u). Wcześniej poloniści grywali na różnych boiskach (polach) na terenie Śródmieścia (ogród Patzera) dzisiejszego Osiedla Leśnego (boisko Szkoły Oficerskiej) czy też Osiedla Błonie (Pole Ułańskie).
Po wojnie drużyna piłkarzy szybko zorganizowała się ponownie, już jesienią 1945 roku zostając piłkarskim mistrzem Bydgoszczy, a w 1946 r. wicemistrzem Pomorza (za Pomorzaninem Toruń). W 1947 r. „Biało-Czerwoni” zdobyli mistrzostwo Pomorza i podobnie jak przed wojną toczyli baraże o ekstraklasę (z Lechią Gdańsk, MKS-em Szczecin i HCP Poznań) – tym razem również bezskutecznie.
Sytuacja polityczna doprowadziła do upadku prawicowej Polonii, która rozwiązała się w lutym 1949 r. Część sportowców Polonii została wcielona do Gwardii Bydgoszcz. Pod tą przymusowo zmienioną stalinowską nazwą klub występował do „odwilży politycznej” w 1956 r., kiedy to dzięki obecności w swoich szeregach wielu polonistów zmienił nazwę na Polonia.
BKS przez 7 lat grał w I lidze, 11 lat piłkarze Polonii grali w II lidze. W 1980 roku Polonia zdobyła Mistrzostwo Polski w piłce nożnej w kategorii juniorów. W BKS-ie grali m.in. Marian Norkowski (Igrzyska Olimpijskie w Rzymie – 1960, król strzelców ekstraklasy 1960), Henryk Szczepański „Burza” (wychowanek klubu), Józef Boniek (ojciec Zbigniewa), Janusz Turowski (później grał w Pogoni, Legii i na zachodzie Europy), Maciej Kamiński (później grał m.in. w Lechii Gdańsk – również w meczach Lechii z Juventusem jesienią 1983 r.). Ostatni znany piłkarz grający w swoim czasie w Polonii to Grzegorz Mielcarski.
W sezonie 1960 Polonia zajęła w ekstraklasie piłkarskiej 5. lokatę i była to najlepsza pozycja pomorskiego klubu w I lidze do 1989 roku, gdy to Zawisza ze Stachurskim i Piotrem Nowakiem zajął w ekstraklasie 4. miejsce.
W 1980 roku juniorzy Polonii Bydgoszcz spotkali się w finale w Toruniu z BKS-em Stal Bielsko-Biała, którą pokonali 2:0 (1:0) i zdobyli tytuł mistrza Polski juniorów. Skład Polonii: Urbaniak, Michniewicz, Drozdowski, Wawrzyniak, Rzechuła, Ziółkowski (Skowroński), Pietrzykowski, Stosik, Bogdziński, Rybka, Błaszczyk (Świderski). W 1984 r. w tych samych rozgrywkach juniorzy Polonii zdobyli wicemistrzostwo Polski, ulegając w finale Ruchowi Chorzów (dwumecz: w Chorzowie 1:0 dla Niebieskich, w Bydgoszczy 1:1)
Reaktywowana w 2003 roku drużyna grała w sezonie 2005/2006 w klasie A. Po wygranym barażu z drużyną Unisłavia Unisław awansowała do klasy okręgowej i w tej klasie rozgrywkowej występowała do sezonu 2011/12, w którym uzyskała awans do IV ligi, od tego czasu balansując pomiędzy tymi dwoma klasami rozgrywkowymi. Od sezonu 2023/2024 zespół Polonii występuje w rozgrywkach IV ligi kujawsko-pomorskiej.

## Mecze z niemieckimi drużynami
W okresie międzywojennym Polonia Bydgoszcz rozgrywała mecze z niemieckimi drużynami ze Schneidemühl (dzisiejsza Piła). Historyczny pierwszy mecz polskiej drużyny rodem z Pomorza i Kujaw poza granicami kraju odbył się 20 maja 1923 r. W rewanżu pięć miesięcy później FC Viktoria zawitała na Pomorze, jako pierwsza drużyna zza granicy. Ostatni mecz rozegrano w 1936 r., przeciwnikiem była wówczas drużyna Blau-Weiß Berlin.
| Data                 | Gospodarze            | Goście                | Wynik |
| -------------------- | --------------------- | --------------------- | ----- |
| 20 maja 1923         | Viktoria Schneidemühl | Polonia Bydgoszcz     | 2:1   |
| 14 października 1923 | Polonia Bydgoszcz     | Viktoria Schneidemühl | 0:1   |
| 8 kwietnia 1928      | Polonia Bydgoszcz     | Viktoria Schneidemühl | 2:2   |
| 9 kwietnia 1928      | Polonia Bydgoszcz     | Viktoria Schneidemühl | 2:2   |
| 1 kwietnia 1934      | Polonia Bydgoszcz     | Viktoria Schneidemühl | 5:1   |
| 2 kwietnia 1934      | Polonia Bydgoszcz     | Viktoria Schneidemühl | 4:1   |
| 9 maja 1934          | Viktoria Schneidemühl | Polonia Bydgoszcz     | 0:3   |
| 20 maja 1934         | Viktoria Schneidemühl | Polonia Bydgoszcz     | 1:2   |
| 30 września 1934     | Polonia Bydgoszcz     | Hertha Schneidemühl   | 0:3   |
| 21 października 1934 | Hertha Schneidemühl   | Polonia Bydgoszcz     | 1:3   |
| 23 kwietnia 1935     | Polonia Bydgoszcz     | Viktoria Schneidemühl | 0:0   |
| 9 czerwca 1935       | Viktoria Schneidemühl | Polonia Bydgoszcz     | 1:1   |
| 12 kwietnia 1936     | Polonia Bydgoszcz     | Blau-Weiß Berlin      | 0:4   |

## Derby Bydgoszczy

### W ekstraklasie
| Data             | Gospodarze        | Goście            | Wynik | Bramki                                                                                         | Widzów |
| ---------------- | ----------------- | ----------------- | ----- | ---------------------------------------------------------------------------------------------- | ------ |
| 15 kwietnia 1961 | Polonia Bydgoszcz | Zawisza Bydgoszcz | 3:0   | 1-0 Marian Norkowski (43), 2-0 Marian Norkowski (51-karny), 3-0 Roman Armknecht (59)           | 20.000 |
| 20 sierpnia 1961 | Zawisza Bydgoszcz | Polonia Bydgoszcz | 1:3   | 1-0 Kazimierz Frąckiewicz, 1-1 Marian Stachowicz, 1-2 Marian Stachowicz, 1-3 Marian Stachowicz |        |

### Na zapleczu ekstraklasy
| Data | Gospodarze        | Goście            | Wynik |
| ---- | ----------------- | ----------------- | ----- |
| 1963 | Polonia Bydgoszcz | Zawisza Bydgoszcz | 2:1   |
| 1964 | Zawisza Bydgoszcz | Polonia Bydgoszcz | 2:1   |
| 1975 | Zawisza Bydgoszcz | Polonia Bydgoszcz | 2:1   |
| 1976 | Polonia Bydgoszcz | Zawisza Bydgoszcz | 1:1   |
| 1976 | Zawisza Bydgoszcz | Polonia Bydgoszcz | 1:0   |
| 1977 | Polonia Bydgoszcz | Zawisza Bydgoszcz | 0:1   |

## Występy Polonii w polskiej lidze
| Sezon     | Liga                                    | Miejsce | Mecze | Z  | R  | P  | Bilans bramkowy | Punkty | Uwagi |
| --------- | --------------------------------------- | ------- | ----- | -- | -- | -- | --------------- | ------ | --- |
| 1951      | II liga (grupa A)                       | 4       | 14    | 4  | 5  | 5  | 13:15           | 13     | |
| 1952      | II liga (grupa A)                       | 2       | 18    | 12 | 2  | 4  | 33:20           | 26     | |
| 1953      | II liga (grupa A)                       | złoto   | 26    | 17 | 3  | 6  | 53:26           | 37     | awans do I ligi |
| 1954      | I liga                                  | 9       | 20    | 6  | 4  | 10 | 18:22           | 16     | Debiut w I lidze |
| 1955      | I liga                                  | 10      | 22    | 6  | 6  | 10 | 18:26           | 18     | |
| 1956      | I liga                                  | 11      | 15    | 5  | 5  | 12 | 20:36           | 15     | spadek do II ligi |
| 1957      | II liga                                 | złoto   | 22    | 13 | 4  | 5  | 43:19           | 30     | awans do I ligi |
| 1958      | I liga                                  | 9       | 22    | 7  | 5  | 10 | 31:58           | 19     | |
| 1959      | I liga                                  | 9       | 22    | 6  | 8  | 8  | 33:42           | 20     | |
| 1960      | I liga                                  | 5       | 22    | 9  | 4  | 9  | 30:43           | 22     | |
| 1961      | I liga                                  | 13      | 26    | 8  | 3  | 15 | 36:69           | 19     | spadek do II ligi |
| 1962/1963 | II liga                                 | 3       | 14    | 5  | 7  | 2  | 17:15           | 17     | |
| 1963/1964 | II liga                                 | 8       | 30    | 12 | 5  | 13 | 47:45           | 29     | |
| 1964/1965 | II liga                                 | 15      | 30    | 3  | 12 | 15 | 31:64           | 18     | spadek do III ligi |
| 1965/1966 | III liga                                | 1       | 24    |    |    |    | 66:20           | 35     | Zwycięstwo w III lidze wojewódzkiej. Wygrane baraże o II ligę ze Arkonią Szczecin, Wartą Poznań, Górnikiem Wojkowice, Bałtykiem Gdynia i Polonią Warszawa. |
| 1966/1967 | II liga                                 | 16      | 30    | 4  | 8  | 18 | 29:56           | 16     | spadek do III ligi |
| 1967/1968 | III liga                                | 9       | 30    |    |    |    | 43:41           | 28     | |
| 1968/1969 | III liga                                | 2       | 30    |    |    |    | 52:29           | 30     | |
| 1969/1970 | III liga                                | 7       | 30    |    |    |    | 49:33           | 31     | |
| 1970/1971 | III liga                                | 7       | 30    | 13 | 5  | 2  | 43:34           | 31     | |
| 1971/1972 | III liga                                | 13      | 30    |    |    |    | 26:32           | 36     | |
| 1972/1973 | III liga                                |         |       |    |    |    |                 |        | |
| 1973/1974 | III liga                                |         |       |    |    |    |                 |        | |
| 1974/1975 | III liga                                | złoto   | 26    |    |    |    | 84:8            | 46     | Zwycięstwo w III lidze wojewódzkiej. Wygrane baraże o II ligę ze Startem Łódź, Włókniarzem Kalisz i AZS-em Warszawa.                                       |
| 1975/1976 | II liga                                 | 9       | 30    | 11 | 8  | 11 | 24:33           | 30     | |
| 1976/1977 | II liga                                 | 15      | 30    | 5  | 9  | 16 | 18:44           | 19     | spadek do III ligi |
| 1977/1978 | III liga                                |         |       |    |    |    |                 |        | |
| 1978/1979 | III liga                                |         |       |    |    |    |                 |        | |
| 1979/1980 | III liga                                |         |       |    |    |    |                 |        | |
| 1980/1981 | III liga                                |         |       |    |    |    |                 |        | |
| 1981/1982 | III liga                                |         |       |    |    |    |                 |        | |
| 1982/1983 | III liga                                | 3       | 26    |    |    |    | 57:19           | 31     | |
| 1983/1984 | III liga                                | 3       | 26    |    |    |    | 45:24           | 34     | |
| 1984/1985 | III liga                                |         |       |    |    |    |                 |        | |
| 1985/1986 | III liga                                | 5       | 26    |    |    |    | 27:20           | 29     | |
| 1986/1987 | III liga                                |         |       |    |    |    |                 |        | |
| 1987/1988 | III liga                                |         |       |    |    |    |                 |        | |
| 1988/1989 | III liga                                |         |       |    |    |    |                 |        | |
| 1989/1990 | III liga                                |         |       |    |    |    |                 |        | |
| 1990/1991 | III liga                                |         |       |    |    |    |                 |        | |
| 1991/1992 | III liga                                |         |       |    |    |    |                 |        | |
| 1993/1994 | A klasa                                 |         |       |    |    |    | 72:58           |        | awans do ligi okręgowej |
| 1994/1995 | Liga okręgowa                           | 6       |       |    |    |    |                 |        | |
| 1996/1997 | Liga okręgowa                           |         |       |    |    |    |                 |        | spadek do A klasy |
| 1998/1999 | A klasa                                 |         |       |    |    |    |                 |        | awans do ligi okręgowej |
| 1999/2000 | Liga okręgowa                           |         |       |    |    |    |                 |        | awans do IV ligi |
| 2000/2001 | IV liga                                 |         | 34    | 26 | 4  | 4  | 84:31           | 82     | awans do III ligi |
| 2001/2002 | III liga                                | 13      | 36    | 13 | 10 | 13 | 48:44           | 49     | Grupa II |
| 2002/2003 | III liga                                | 10      | 30    | 10 | 10 | 10 | 44:37           | 40     | |
| 2003/2004 | III liga                                | 15      | 0     | 0  | 0  | 0  | 0:0             | 0      | Degradacja o dwie klasy rozgrywkowe za nieprzystąpienie do rundy wiosennej. Wyniki z rundy jesiennej zostały anulowane.                                    |
| 2004/2005 | Klasa okręgowa                          | 15      | 30    | 6  | 5  | 19 | 33:63           | 23     | Od tego sezonu jako KP Polonia. Spadek do klasy A. |
| 2005/2006 | A klasa                                 | 2       | 26    | 17 | 4  | 5  | 77:29           | 55     | Awans do klasy okręgowej uzyskany po wygranych barażach z Unisłavią Unisław.                                                                               |
| 2006/2007 | Klasa okręgowa                          | 7       | 30    | 13 | 4  | 13 | 67:62           | 43     | |
| 2007/2008 | Klasa okręgowa                          | 7       | 30    | 14 | 4  | 12 | 62:55           | 46     | |
| 2008/2009 | Klasa okręgowa                          | 6       | 30    | 15 | 6  | 9  | 65:45           | 51     | |
| 2009/2010 | Klasa okręgowa                          | 7       | 30    | 16 | 2  | 12 | 54:51           | 50     | |
| 2010/2011 | Klasa okręgowa                          | 4       | 30    | 17 | 4  | 9  | 69:45           | 55     | |
| 2011/2012 | Klasa okręgowa                          | 1       | 30    | 24 | 3  | 3  | 110:25          | 75     | Awans do IV ligi. |
| 2012/2013 | IV liga                                 | 5       | 30    | 14 | 9  | 7  | 63:49           | 51     | |
| 2013/2014 | IV liga                                 | 7       | 30    | 14 | 5  | 11 | 53:45           | 47     | |
| 2014/2015 | IV liga                                 | 14      | 30    | 7  | 6  | 17 | 40:70           | 27     | Spadek do klasy okręgowej. |
| 2015/2016 | Klasa okręgowa                          | 9       | 30    | 12 | 6  | 12 | 57:39           | 42     | |
| 2016/2017 | Klasa okręgowa                          | 2       | 30    | 22 | 4  | 4  | 78-19           | 70     | Awans do IV ligi. |
| 2017/2018 | IV liga                                 | 3       | 34    | 21 | 4  | 9  | 68-52           | 67     | |
| 2018/2019 | IV liga                                 | 15      | 34    | 11 | 5  | 18 | 58-64           | 38     | Spadek do klasy okręgowej. |
| 2019/2020 | Klasa okręgowa, gr. kujawsko-pomorska I | 3       | 15    | 11 | 2  | 2  | 38-23           | 35     | Rozgrywki przedwcześnie zakończone z powodu pandemii koronawirusa.                                                                                         |
| 2020/2021 | Klasa okręgowa, gr. kujawsko-pomorska I | 7       | 34    | 17 | 2  | 16 | 80-67           | 52     | |
| 2021/2022 | Klasa okręgowa, gr. kujawsko-pomorska I | 3       | 30    | 18 | 9  | 3  | 65-18           | 63     | |
| 2022/2023 | Klasa okręgowa, gr. kujawsko-pomorska I | 2       | 30    | 19 | 7  | 4  | 98:27           | 64     | Awans do IV ligi |
| 2023/2024 | IV liga                                 | 13      | 34    | 13 | 9  | 12 | 69:59           | 48     | |
| 2024/2025 | IV liga                                 |         |       |    |    |    |                 |        | Spadek do klasy okręgowej. |

## Obecny skład[5]
| Nr | Poz. | Piłkarz             |
| -- | ---- | ------------------- |
|    | BR   | OSTROWSKI DOMINIK   |
|    | BR   | GAŁKOWSKI OSKAR     |
|    | OB   | DUSZA SZYMON        |
|    | OB   | MARCZYŃSKI MICHAŁ   |
|    | OB   | FRASZ ROBERT        |
|    | OB   | RUSZKOWSKI ADAM     |
|    | OB   | NOWICKI PATRYK      |
|    | OB   | PREJS TOMASZ        |
|    | PO   | ANDRZEJEWSKI OSKAR  |
|    | PO   | BEREZNOWSKI MARCELI |
|    | PO   | DĄBEK WIKTOR        |

| Nr | Poz. | Piłkarz             |
| -- | ---- | ------------------- |
|    | PO   | LIPKOWSKI OSKAR     |
|    | PO   | OLEJNICZAK MIŁOSZ   |
|    | PO   | ŁOTOSZYŃSKI ADAM    |
|    | PO   | MANYERUKE ONWARD    |
|    | PO   | MOCNY DENIS         |
|    | PO   | SZMELC MIKOŁAJ      |
|    | PO   | SIERADZKI MACIEJ    |
|    | PO   | NITKA PATRYK        |
|    | NA   | PISKORSKI ARKADIUSZ |
|    | NA   | KOWALKOWSKI OSKAR   |